# Guto Indio da Costa
Luis Augusto 'Guto' Indio da Costa (Rio de Janeiro, 1969) é um designer brasileiro.
Ingressou no curso de Desenho Industrial no Art Center College of Design, em La-Tour-de-Peilz na Suiça e em Pasadena, na Califórnia, e formou-se no campus europeu em Agosto de 1993. Trabalhou com Jakob Jensen na Dinamarca e com Alexander Neumeister na Alemanha.
É diretor de design da empresa Indio da Costa A.U.D.T, no Rio de Janeiro onde lidera uma equipe multidisciplinar com larga atuação em todas as vertentes do design. Seus projetos mais conhecidos são o design e implantação do Veículo Leve sobre Trilhos (VLT) do Rio de Janeiro, o design dos Abrigos de Ônibus da Cidade de São Paulo, o design de diversos eletrodomésticos, entre eles Geladeiras, Fogões e Lavadoras da Marca GE, o design dos ventiladores de teto Spirit e IC_Air (este último inclusive no mercado americano produzido pela The Modern Fan Company), o design de diversos eletroportáteis e lavadoras semi-automáticas da Marca ARNO, o design de diversos equipamentos de Fitness e Musculação da Marca MOVEMENT, o design do filtro de ar BioGS 2.0 da RabbitAir, o design dos Quiosques da Orla de Copacabana, Ipanema e Leblon, entre muitos outros.
Guto Indio da Costa teve seus projetos premiados em diversos países pelos mais importantes prêmios de design internacionais (tais como o IF Design Award, o Red Dot Design Award, o Iconic Design Award, o Good Design Award, o IDEA, etc) e nacionais (Museu da Casa Brasileira, Premio Casa Brasil, Premio Movelsul, Premio Top XXI, etc). Pelo conjunto da obra foi Premiado pela Fundação Bunge na Categoria Design Juventude, em 2003.
Guto Indio da Costa foi também membro de diversos júris de design no Brasil e no exterior, tais como o Premio Compasso D'Oro na Itália, o Premio D&AD na Inglaterra, o L'Observeur du Design e o Festival de Cannes na França, a Capital Mundial do Design no Canadá, e por diversas vezes membro do júri do Red Dot Design Award na Alemanha. Ativo promotor do design brasileiro, fez diversas palestras sobre o tema, como por exemplo na ICFF em Nova York, na IIDEX em Toronto, no Canadá, na Semana de Design do Rio (O Globo) e no TEDx Sudeste no Rio de Janeiro, na Câmara de Indústria e Comércio de Caxias do Sul, na Feira Casa Brasil em Bento Gonçalves, na MADE e BOOM SP em São Paulo, entre muitas outras.
Como Membro do Conselho Consultivo de Design do Estado do Rio de Janeiro, co-fundador, ex- diretor e ex-vice-presidente da ABEDESIGN, colaborou com diversas mostras, exposições e eventos de design no Brasil e em Milão, na Itália.